# Novossissoievka
Novossissoievka (en rus: Новосысоевка) és un poble del krai de Primórie, a l'Extrem Orient de Rússia, que en el cens del 2010 tenia 4.894 habitants. Pertany al districte rural de Iàkovlevski.